# Konrad Lorenz
Konrad Zacharias Lorenz (ur. 7 listopada 1903 w Wiedniu, zm. 27 lutego 1989 w Altenbergu) – austriacki zoolog i ornitolog, twórca nowoczesnej etologii, laureat Nagrody Nobla w dziedzinie fizjologii lub medycyny w 1973 roku. Studiował zachowanie zwierząt, zwłaszcza zjawisko wdrukowania u gęgawy.

## Życie i działalność
Był profesorem Uniwersytetu Wiedeńskiego w latach 1928–1935 i profesorem psychologii na Uniwersytecie Albrechta w Królewcu. W 1941 roku wstąpił do armii niemieckiej. Pełnił początkowo służbę medyczną, m.in. w neurologiczno-psychiatrycznym szpitalu w Poznaniu. Wiosną 1942 roku został wysłany na front wschodni, pod Witebsk, a dwa miesiące później trafił do niewoli radzieckiej, z której został zwolniony w 1948. Był lekarzem w Chalturin, gdzie zajmował się głównie przypadkami neuropatii („field polyneuritis”), a następnie był lekarzem w kilku kolejnych obozach w Armenii (wspominał później zaobserwowane tam uderzające podobieństwo między psychologicznymi skutkami nazizmu i edukacji marksistowskiej, co uświadomiło mu czym jest indoktrynacja).
Wrócił do Austrii w lutym 1948 roku. Początkowo pracował w „Biologische Station Wilhelminenberg”, którą prowadzili Otto König i Wilhelm Marinelli, a następnie w małej stacji badawczej w Altenberg, sfinansowanej przez Austriacką Akademię Nauk (z dotacji J.B. Priestleya).
Otrzymywał propozycje zatrudnienia poza Austrią, m.in. w Oksfordzie, które odrzucił, gdy w 1950 roku Towarzystwo Maxa Plancka założyło dla niego w Buldern centrum badawcze psychologii behawioralnej, nazywane „instytutem Lorenza”. W 1958 roku Lorenz przeniósł się do Instytutu Psychologii Behawioralnej im. Maxa Plancka w Seewiesen. W 1963 opublikował swoją najbardziej znaną książkę Das sogenannte Böse (Tak zwane zło), w której broni swojej hipotezy spiętrzenia popędów. W 1973 roku ustępuje z Instytutu Maxa Plancka, ale kontynuuje badania i publikacje w Austrii. Inny znany tekst Lorenza to Pierścień Króla Salomona.
Za odkrycia w sferze wzorców zachowań indywidualnych i społecznych Lorenz otrzymuje Nagrodę Nobla w dziedzinie medycyny, wspólnie z Niko Tinbergenem i Karlem von Frischem.

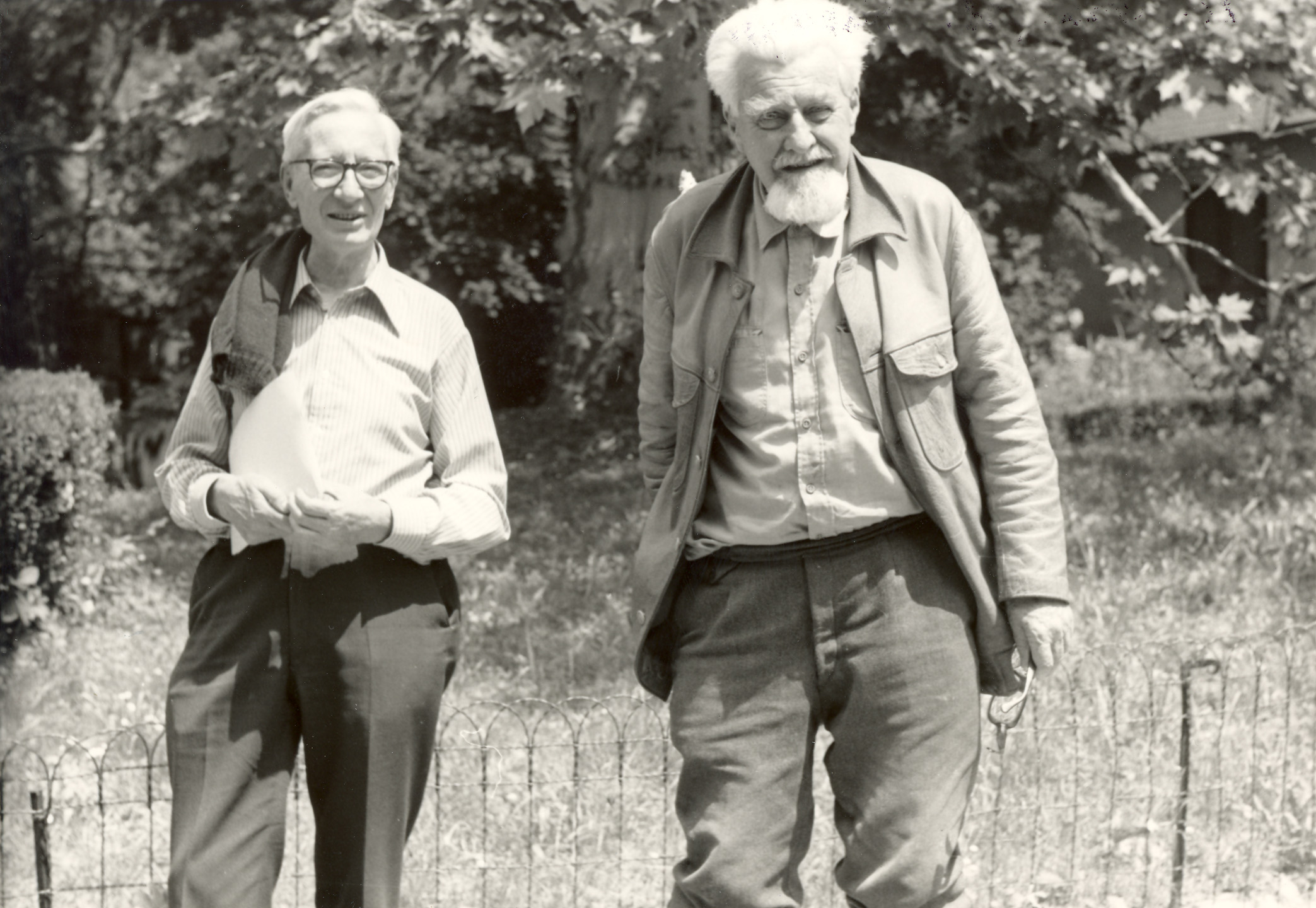
Konrad Lorenz (po prawej) i Nikolaas Tinbergen (1978)

Lorenz był przyjacielem i studentem angielskiego biologa Juliana Huxleya (wnuka Thomasa Huxleya).
W ostatnich latach życia Lorenz wspierał austriacką Partię Zielonych, stając się jej symbolem – aktywnie zwalczał projekt zbudowania wielkiej elektrowni wodnej na Dunaju, w pobliżu Hainburg an der Donau, która zagrażała zniszczeniem terenów nadrzecznych wokół miejsca budowy. Obecnie obszar ten należy do Parku Narodowego Donau-Auen, o którego powołanie Lorenz również zabiegał. Był jednym z najbardziej prominentnych obrońców środowiska naturalnego.
Spuścizną Lorenza jest wiele artykułów opublikowanych, w większości po niemiecku, w czasopismach naukowych. Najbardziej znane są jego książki popularne (najważniejsze to Tak zwane zło i Opowiadania o zwierzętach), z których wiele zostało przetłumaczonych na język polski. Lorenz jest uznawany za współtwórcę (wspólnie z Donaldem T. Campbellem i Karlem Popperem) epistemologii ewolucyjnej.
Za swój dorobek został w 1983 roku doceniony honorowym doktoratem uniwersytetu w Salzburgu. W roku 2015 pośmiertnie pozbawiono go tego wyróżnienia ze względu na nazistowską przeszłość (w 1938 roku Lorenz złożył wniosek o przyjęcie do NSDAP).
Laureat Nagrody Kalinga od UNESCO.

## Odznaczenia
- 1964 – Odznaka Honorowa za Naukę i Sztukę (Austria)[6]
- 1969 – Order Pour le Mérite (Niemcy)[7]
- 1984 – Order Maksymiliana (Niemcy)[7]
- 1984 – Wielki Krzyż Zasługi z Gwiazdą i Wstęgą Orderu Zasługi Republiki Federalnej Niemiec (Niemcy)[6]

## Tłumaczenia prac na język polski
- Regres człowieczeństwa, Warszawa 1986, PIW, Biblioteka Myśli Współczesnej, ISBN 83-06-01435-9 (Der Abbau des Menschlichen 1983)
- Odwrotna strona zwierciadła. Próba historii naturalnej ludzkiego poznania, Warszawa 1977, PIW, Biblioteka Myśli Współczesnej (Die Rückseite des Spiegels. Versuch einer Naturgeschichte menschlichen Erkennens 1973)
- Tak zwane zło, Warszawa 1972, 1975, 1996, 2003, PIW, Biblioteka Myśli Współczesnej, s.328, ISBN 83-06-02500-8 (Das sogenannte Böse. Zur Naturgeschichte der Aggression 1963)
- I tak człowiek trafił na psa, Warszawa 1976, 1996, 2006 (So kam der Mensch auf den Hund 1950)
- Opowiadania o zwierzętach, Kraków 1975, Wyd. Literackie; wydane też jako Rozmawiał z bydlątkami, ptakami i rybami 1997, 2005, ISBN 83-89700-35-2 (Redete mit dem Vieh, den Vögeln und den Fischen 1949)

## Artykuły
- Ewolucja zachowania. „Świat Nauki”, grudzień 1958. Prószyński Media. ISSN 0867-6380.brak numeru strony
- Ferris Jabr. Święto nauki. „Świat Nauki”. 7 (239), s. 42–51, lipiec 2011. Prószyński Media. ISSN 0867-6380.